# 北秋田市立清鷹小学校
北秋田市立清鷹小学校（きたあきたしりつせいようしょうがっこう）は、秋田県北秋田市脇神にある公立小学校。

## 概要
2021年4月1日 鷹巣中央小学校と鷹巣南小学校が統合し、2019年度に閉校した旧鷹巣南中学校を小学生用に改修して清鷹小学校を設置。
「小猿部川の流れのような清い心をもち、力強く羽ばたく鷹のようにたくましく育ってほしい。」という願いを込めて清鷹と名付けられた。
- 児童数 162名（開校年度）

学校教育目標
「清らかで たくましく」
初代校長
- 山本 英幸

校歌
- 作詞 - 三浦 栄一
- 作曲 - 川口 洋一郎[2]

## 沿革
- 2020年（令和2年）7月16日 - 統合校の名称を「清鷹（せいよう）」に決定。
- 2021年（令和3年）
  - 4月1日 - 鷹巣中央小学校と鷹巣南小学校が統合して北秋田市立清鷹小学校創立。
  - 4月5日 - 登校練習日。
  - 4月6日 - 開校式と最初の始業式挙行。
  - 4月7日 - 第1回入学式挙行。最初の新入生は27名。
  - 5月9日 - この日と11日の2日間にわたり、最初の運動会開催。
- 2022年（令和4年）
  - 3月16日 - 第1回卒業証書授与式挙行。
  - 3月18日 - 最初の修了式挙行。
  - 3月28日 - 最初の離任式・退任式挙行。

## 通学区域
- 脇神・七日市・小森・中屋敷の全地域
- 鷹巣字平崎上岱

## 進学先中学校
- 北秋田市立鷹巣中学校

## 周辺の主な施設
- 鷹巣中央公園
- ケアタウンたかのす
- メガソーラー発電所
  - SGET秋田メガソーラー
  - 燦（サン）ソーラー
- 国道105号 鷹巣バイパス
- 鷹巣インターチェンジ

## 交通
- 秋北バス 「ソーラー発電所前」バス停より徒歩10分
- 鷹巣インターチェンジより車で1分
- JR鷹ノ巣駅より車で8分
- 大館能代空港より直線で約2km